# Oscar Kleineh
Oscar Conrad Kleineh, född 18 september 1846 i Helsingfors, död där 16 november 1919, var en finländsk målare.
Kleineh studerade i Düsseldorf och i Karlsruhe under Hans Gude och ägnade sig huvudsakligen åt marinmåleri. Sina motiv hämtade han från Finland, Norge, Frankrike (Bretagne) och även Medelhavet.